# Фонтанка.ру
«Фонта́нка.ру» — российская информационная и общественно-политическая электронная газета, издаваемая в Санкт-Петербурге с 2000 года. 26 апреля 2002 года зарегистрирована в МПТР РФ. По данным системы мониторинга и анализа прессы «Медиалогия», в 2018 году газета являлась одним из наиболее цитируемых региональных СМИ. С 2019 года принадлежит издательству «Ажур-медиа», крупнейшим акционером которого является предприниматель Виктор Шкулёв.

## История
Общественно-политическое сетевое издание «Фонтанка.ру» основано в 2000 году (в ряде СМИ в качестве даты создания «Фонтанки.ру» ошибочно указан 1999 год) журналистами Андреем Константиновым, Александром Горшковым, Андреем Потапенко и Евгением Вышенковым. Учредителем стало агентство журналистских расследований «Ажур-медиа». Своё название газета получила по реке Фонтанке, рядом с которой находится редакция. В ежедневном режиме новости выходят с августа 2000 года.
В апреле 2013 года контрольный пакет акций компании приобрёл шведский холдинг Bonnier Business Press, на тот момент также владевший газетой «Деловой Петербург». Сделку оценили в 7,5 миллиона долларов. Но уже через два года, после подписания закона об ограничении доли иностранных акционеров в российских СМИ, компания была вынуждена перепродать свою долю миноритариям: Андрею Константинову, Евгению Вышенкову, Андрею Потапенко и Александру Горшкову. В дальнейшем к изданию проявлял интерес холдинг Fort Group, выкупивший 80 % акций «Делового Петербурга» в конце 2015 года у тех же Bonnier Business Press. Официально об участии холдинга в числе акционеров «Фонтанки.ру» не сообщалось. СМИ сообщали о связи совладельцев холдинга Максима Левченко и Бориса Пайкина с руководством издания, а сооснователь издания Александр Горшков описывал структуру компании так: «Нас четверо и дружественное АО».
«Фонтанка.ру» известна своими антикоррупционными расследованиями. В частности, газета неоднократно публиковала материалы о «фабрике троллей», с которой связывают предпринимателя Евгения Пригожина. А также освещала контракты Министерства обороны, которые заключали с компаниями, вероятно, связанными с Пригожиным. После публикации в августе 2017 года расследования Дениса Короткова о неформальном вооружённом формировании «Группе Вагнера» на «Фонтанку» началась атака: журналисту стали угрожать физической расправой, а издание и его совладельцев на различных ресурсах начали обвинять в финансовых махинациях и гомосексуальных связях. Через месяц «Фонтанка» выпустила заметку о краже сейфа с драгоценностями из здания полпредства президента в СЗФО. «Новая газета» сообщала, что полпред Николай Цуканов высказал администрации президента недовольство политикой издания. После этих событий травля издания расширилась: за осень 2017 года очерняющие газету и её учредителей материалы опубликовали сотни площадок (от блогов в ЖЖ, до СМИ и медиа, связанных с «Фабрикой медиа»), в открытый доступ попали банковские проводки издания, Роскомнадзор инициировал проверку издания на связь с иностранными инвесторами. Наконец, 24 октября 2017 года серверы газеты были атакованы вирусом-шифровальщиком Bad Rabbit. По мнению Александра Горшкова, имело место целенаправленное хакерское нападение.
СМИ сообщали о намерении Евгения Пригожина выкупить контрольный пакет издательства, для чего он с конца октября оказывал давление на связанных с изданием людей. По данным издания The Bell, заинтересованность Пригожина объяснялась предстоящими выборами губернатора Санкт-Петербурга и предвыборной кампанией Александра Беглова, благодаря участию в которой предприниматель надеялся усилить своё политическое влияние. Тем не менее бизнесмен отрицал информацию о сделке.

В январе 2019 года контрольный пакет «Ажур-медиа», издающего интернет-газету «Фонтанка.ру», выкупил медиаменеджер Виктор Шкулёв. Предприниматель подчёркивал, что его американский партнёр Hearst Corporation не имеет отношения к сделке. Её сумма не разглашалась, но известно, что она стала одной из крупнейших на рынке петербургских СМИ за последние годы. По словам акционера Андрея Константинова, изменения не повлияют на редакционную политику издания: 
Это событие открывает новые перспективы и возможности для «Фонтанки». Давняя мечта тех, кто создавал интернет-газету, заключалась в том, чтобы найти надёжного и профессионального партнёра, с которым вместе можно было бы развивать наш проект. Я очень доволен, что интерес к «Фонтанке»  проявил Виктор Шкулёв, с которым мы знакомы с 1994 года, со времён работы в «Комсомольской правде».
 Виктор Шкулёв намеревался увеличить количество развлекательного контента и контента для женской аудитории, а также усилить региональную направленность газеты, хотя подчёркивал, что сделка не связана с выборами губернатора. Новым генеральным директором стал Дмитрий Витковский, ранее работавший начальником отдела по рекламе «Антенны-Телесемь».

## Редакционная политика
«Фонтанка.ру» ориентирована на региональную повестку, хотя к 2018-му долю новостей общенационального характера увеличили примерно до 50 %, чтобы поддерживать присутствие на федеральных лентах. В будние дни газета публикует больше ста сообщений. Также с 2018-го появился раздел о петербургском бизнесе. На сайте газеты существуют разделы «ФонтанТВ» и «ФонтанФото». Мобильное приложение «Фонтанки.ру» позволяет очевидцам событий прислать редакции новость. К дочерним проектам издания относится «Фонтанка.fi — финские страницы», нацеленное на информирование российской аудитории о событиях в Финляндии.

## Статистика, аудитория, финансовые показатели
«Фонтанка.ру» является крупнейшим по охвату аудитории интернет-изданием Санкт-Петербурга. Ещё в 2006 году, по данным опросов, проводимых исследовательской компанией «Гортис», газета стала наиболее известной среди местных СМИ. В начале 2010-х сайт был лидером региона среди СМИ по количеству комментариев и вовлечённости аудитории. По данным «Медиалогии» за II квартал 2019 года, «Фонтанка» является самым цитируемым СМИ Санкт-Петербурга и Ленинградской области, вдвое опережая следующий за ним «Росбалт». «Медиалогия» ставит издание на 6-е место в списке самых самых цитируемых интернет-ресурсов в августе 2019. Кроме того, в 2018 году главного редактора «Фонтанки» Александра Горшкова признали наиболее влиятельным человеком на медиарынке Петербурга.
На момент сделки с Виктором Шкулёвым в начале 2019 года ежедневная посещаемость портала, по данным главного редактора, возросла до 300 тысяч уникальных посетителей, из 65 % составляли жители Санкт-Петербурга. По данным Mediascope на тот же период, настольную версию издания ежемесячно читают в среднем 1,3 миллиона человек в возрасте от 12 до 64 лет. По собственным данным издания на октябрь 2019 года, сайт газеты посещают ежемесячно более 7,3 млн человек, количество просмотров превышает 41,9 млн.
В 2014 году годовая выручка издательства «Ажур-медиа» превышала 124,9 миллиона рублей и к 2017 году у достигла 164 миллионов рублей. Чистая годовая прибыль в этот период колебалась в диапазоне от 12 до 18 миллионов рублей.

## Награды
В 2018 году получило премию «Свободная пресса Восточной Европы» немецкого фонда Zeit-Stiftung и норвежского фонда Fritt Ord за «освещение текущих и забытых конфликтов».
По состоянию на декабрь 2021 года журналисты издания «Фонтанка.ру» 5 раз получали журналистскую премию «Редколлегия» за свои статьи.

## Критика
В СМИ неоднократно появлялась информация, что редакция «Фонтанка.ру» занимается шантажом бизнесменов и чиновников, заставляя тех платить в обмен на отказ публиковать о них негативные статьи. В 2016 году некими бизнесменами был создан сайт «Не плати Фонтанке», посвящённый данному шантажу.